# Республіка Чорного Лісу
Чо́рний лі́с (1919–1922) — короткочасне державне утворення на території України на Єлизаветградщині, в тому числі в районі с. Цвітне Чигиринського повіту (нині Олександрівського району Кіровоградської області).

## Короткі відомості
За часів УНР у 1918–1923 роках у координації дій із Холодноярською республікою існувала як республіка Чорного Лісу.
До 1921 року республікою керували — отаман Пилип Хмара та отаман Микола Кібець-Бондаренко. У 1922 році — Чорноліський полк очолював отаман Денис Гупало.
Отамани Чорного Лісу мали великий авторитет та значну підтримку у місцевого населення. У зв'язку з неможливістю перемогти бунтівних отаманів у ЧК розробили спеціальну операцію з нейтралізації та захоплення чорноліських отаманів.
Наприкінці вересня 1922 року більшість діячів Чорного Лісу, разом з отаманами Холодного Яру, було арештовано у Звенигородці на інспірованому чекістами з'їзді отаманів.
Чекіст «сотник Завірюха» з фальшивим повстанським загоном продовжив діяти, збираючи туди повстанців, які залишилися після арешту їхніх командирів. Упродовж 1922–1923 року чекісти здійснили остаточну зачистку території Чорного лісу та Холодного Яру.